# FOLDOC

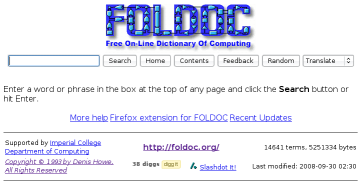
Página do site FOLDOC, captura de tela de 2008.

FOLDOC, acrónimo para a expressão inglesa  Free On-line Dictionary of Computing  (Livre Dicionário Online da Computação), é um dicionário enciclopédico em inglês de termos relacionados com a ciência da computação. Foi iniciado em 1985 por Denis Howe e encontra-se actualmente alojado no Colégio Imperial de Londres.
O dicionário inclui textos de outras fontes livres, como o Jargon File, e devido à sua licença livre (GFDL) pode ser legalmente distribuído noutros projectos de conteúdo livre, como a Wikipédia.